# Heleen Jaques
Heleen Jaques est une joueuse de football internationale belge née le 20 avril 1988 à Tielt (Belgique) avant de devenir entraîneuse.

## Palmarès
- Championne de Belgique en 2010 avec le Saint-Trond VV et en 2018 avec RSC Anderlecht
- Finaliste de la Coupe de Belgique : 2007 avec le DVC Zuid-West Vlaanderen, 2014 avec le Club Bruges KV, 2016 et 2017 avec le RSC Anderlecht

### Bilan
- 2 titres

## Statistiques

### Ligue des Champions
- 2012-2013 : 3 matchs

## Récompenses individuelles
- Troisième à l'Étoile du football en 2008
- Élue femme sportive de l'année à Torhout lors de la saison 2010 - 2011